# The Bailiff’s Daughter of Islington
«The Bailiff’s Daughter of Islington» (с англ. — «Дочь бейлифа из Айлингтона»; Child 105, Roud 483) — народная баллада английского происхождения. Известна из бродсайдов конца XVII века, самый ранний из которых издан Филипом Броксби между 1683 и 1696 годами, откуда попала в сборник Томаса Перси «Памятники старинной английской поэзии», этот единственный вариант и приводит в своём собрании Фрэнсис Джеймс Чайлд. Из поставленной в 1731 году балладной оперы «The Jovial Crew» известна мелодия баллады.

## Сюжет
Юноша, сын сквайра, любит дочку бейлифа, живущую в Айлингтоне (сейчас — северный район Лондона). Она недоверчива и не принимает его ухаживаний. Друзья, видя это, посылают того в Лондон. Молодой человек устраивается подмастерьем и семь лет не видит своей любви, его расстроенные чувства несколько приходят в порядок. Через это время девушка тайком переодевается в нищенские одежды и отправляется в Лондон пешком. На дороге она встречает своего бывшего воздыхателя. Взяв его коня за уздечку, она просит пенни, а юноша интересуется, где та родилась. Услышав про родные места, он спрашивает про дочь бейлифа, и получает ответ, что она давно умерла. Поражённый горем молодой человек намеревается уехать в далёкие края, но девушка раскрывает себя и говорит, что готова стать его невестой.
Британника приводит эту балладу в качестве классического примера романтических историй с подобным сюжетом. Чайлд отмечает, что этот же сюжет, но с переставленными местами ролями, встречается в фольклоре многих стран: Португалии («Bella Infanta», «Dona Infanta», «Dona Caterina»), Испании («Caballero de lejas tierras», «La vuelta del peregrino»), Италии («La prova d’amore», «La ragazza ed i soldati»), Греции («Ἡ πιστὴ σὑζυγος», «Ἀναγνωρισμὁς»). На английском языке он встречается в центоне Перси «The Friar of Orders Gray».